# ستيف هاردويك
ستيف هاردويك (بالإنجليزية: Steve Hardwick)‏ هو لاعب كرة قدم بريطاني في مركز حراسة المرمى، ولد في 6 سبتمبر 1956 في منسفيلد ‏ في المملكة المتحدة. لعب مع أكسفورد يونايتد وكريستال بالاس ونادي تشيسترفيلد ونادي سندرلاند ونيوكاسل يونايتد وهدرسفيلد تاون.